# 科士威集團
科士威集團有限公司（英語：Cosway Corporation Limited）是一家在香港交易所上市的公司，2001年10月eCosway正式成立，開通網上購物服務，開始拓展海外市場，資本額約44萬美元。西元2006年9月3日成立香港分公司，開始在香港營運，其主要業務是經營連鎖店。它的母公司是馬來西亞五大上市公司成功集團（前股票代碼 288），現時在全世界8個國家及地區（馬來西亞、新加坡、印尼、台灣、香港、澳門、泰國）均有分店。也是在2009年12月11日，於馬來西亞成立。
2011年12月，科士威集團母公司落實提出私有化科士威集團，每股作價1.1港元。

## 有機店
科士威集團在其母公司全面收購 Country Farm Organics 後，在馬來西亞開設了第一家有機產品的免費特許經營店。在2011年起，在香港及澳門開設有機產品免費特許經營店 （页面存档备份，存于）。

## 科士威台灣
科士威台灣分公司於西元2005年2月起正式開業，已在台灣地區開設100多個實體門市。

## 外部連結
- 馬來西亞總公司網址 （页面存档备份，存于）
- 台灣分公司官方網址 （页面存档备份，存于）
- eCosway.biz （页面存档备份，存于）
- 科士威香港 （页面存档备份，存于）